# Aminotransferazy

Transaminacja zachodząca między α-aminokwasem i α-ketokwasem. Grupa α-aminowa (NH_{2}) została zastąpiona grupą ketonową (=O).

Aminotransferazy, transaminazy – enzymy zaliczane do grupy transferaz, uczestniczące w metabolizmie aminokwasów u zwierząt. Katalizują transaminację grup α-aminowych z α-aminokwasów na α-ketokwasy (α-ketoglutaran), umożliwiając tym samym syntetyzowanie aminokwasów z ketokwasów karboksylowych. Biorą również udział w usuwaniu nadmiaru azotu z organizmu.
Dwiema najważniejszymi aminotransferazami są:
- aminotransferaza asparaginianowa (AST)[2][3]:

asparaginian + α-ketoglutaran → szczawiooctan + glutaminian
- aminotransferaza alaninowa (ALT)[2][3]:

alanina + α-ketoglutaran → pirogronian + glutaminian
Ich niewłaściwy poziom w surowicy krwi może wskazywać na choroby wątroby lub zawał mięśnia sercowego.